# Sara Johansson (Handballspielerin)
Sara Johansson (geboren am 2. Oktober 1992 in Lindesberg) ist eine schwedische Handballspielerin. Sie wird auf den Spielpositionen Rechtsaußen und rechter Rückraum eingesetzt.

## Vereinskarriere
Sie erlernte das Handballspielen bei Lindeskolans IF. Im Jahr 2009 wechselte sie von dort zu Örebro SK. Ab 2012 stand sie im Aufgebot von Skövde HF, von wo sie im Jahr 2017 nach Dänemark zu Randers HK wechselte. Im Jahr 2018 kehrte sie nach Schweden zurück und spielt seitdem bei Skara HF.
Mit den Teams aus Randers und Skara nahm sie auch an europäischen Vereinswettbewerben teil.

## Auswahlmannschaften
Sara Johansson spielte in den Nachwuchsmannschaften des schwedischen Handballverbands, erstmals am 5. Januar 2009 gegen Finnland. Sie gewann mit dem Team die Goldmedaille bei der U-18-Weltmeisterschaft im Jahr 2010. Am 13. August 2011 bestritt sie gegen Rumänien ihr letztes Spiel für eine schwedische Nachwuchsauswahl. In 29 Einsätzen warf sie 34 Tore.
Sie stand erstmals am 16. Juni 2018 im Aufgebot der schwedischen Nationalmannschaft. Bis Dezember 2022 bestritt sie 13 Länderspiele für Schweden, in denen sie 22 Tore warf.